# 새먼 P. 체이스
새먼 포틀랜드 체이스(Salmon Portland Chase, 1808년 1월 13일 ~ 1873년 5월 7일)는 미국의 정치인이자 연방 대법원장으로 연방 상원과 제23대 오하이오주지사, 그리고 남북 전쟁 동안 제25대 재무장관 (1861년 ~ 1864년)을 지냈다.
견고한 노예제 폐지론자인 체이스는 변호사로서 자신의 초기 경력을 보냈고, 자신이 빈번하게 도망 흑인들을 방어한 것으로 "도망 노예들을 위한 검찰총장"으로 알려지게 되었다. 1849년부터 1855년까지 상원에서 오하이오주를 대표한 후, 체이스는 1855년부터 1859년까지 주지사를 지내러 갔다. 그는 에이브러햄 링컨 대통령의 재무장관으로 지내기 전에 1860년 공화당 대통령 후보 지명을 위하여 실패한 입찰을 이루었다. 체이스는 남북 전쟁이 일어난 동안 재정을 관리하는 책임을 가졌고 국내 은행 제도를 설립하고 지폐 통화를 발행하는 것에 주요 수단이었다. 체이스는 1864년 6월 재무장관직을 사임하고 그해 말에 미국 대법원의 연방 대법원장으로 임명되었다. 65세의 나이에 1873년 사망할 때까지 이 직위에 지냈다.
재무장관으로서 체이스는 미국의 주화에 처음으로 표어 In God We Trust(우리는 하나님을 믿는다)를 새겨 넣은 것에 주요 역할을 한 인물로 알려졌다.

## 어린 시절

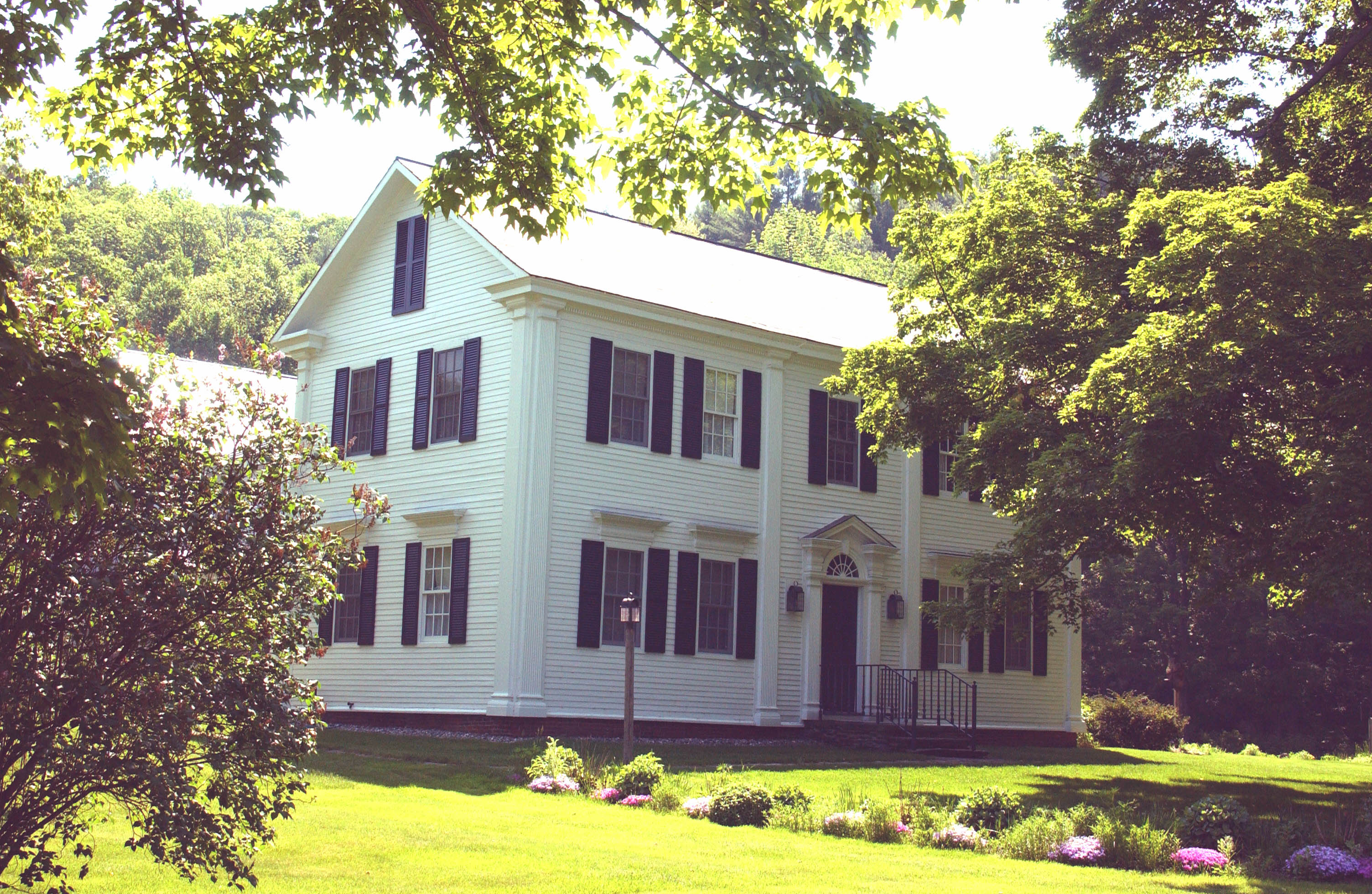
뉴햄프셔주 코니시에 있는 체이스의 생가

뉴햄프셔주 코니시에서 태어난 체이스는 1817년 자신의 부친의 사망에 이어 성공회 주교인 자신의 삼촌 필랜더 체이스와 살러 오하이오주로 이주하였다. 체이스는 1822년 신시내티 대학교에서 수학하였고, 그러고나서 다트머스 대학교로 옮겨 1826년에 졸업하였다. 졸업 후 그는 워싱턴 D. C.로 떠나 법무장관 윌리엄 워트 아래 법률을 공부하기 전에 교사로 일하였다.
1830년 신시내티로 이주한 체이스는 법률을 실행하기 시작하였다. 이 시간 동안 그는 오하이오주 주법과 규칙의 역사에 대한 책들을 쓰면서 자신의 법적 평판을 얻었다. 1834년 그는 지방 사업가의 딸 캐서린 가니스와 결혼하였다. 이후 결혼 생활은 1835년 그녀의 사망과 함께 끝났다. 1839년 일라이자 스미스와 결혼하였고, 1845년 그녀의 사망 전에 3명의 자식을 두었다. 1846년 체이스는 3번째 부인 세라 던롭 루들로와 재혼하였다.
1837년 체이스는 오하이오주 대법원에서 탈출 노예를 숨겨 준 혐의로 기소된 노예제 폐지론자 제임스 G. 버니를 변호하였다. 도망노예법에 관한 그의 변론들은 후에 신문에 연재되어 널리 유포되었다. 체이스는 1847년 미국 대법원에서 노예제 폐지론자 존 밴 잰트를 변호했을 때 더욱 찬사를 받았다. 그동안 밴 잰트와 다른 노예제 폐지론자, 그리고 도망 흑인들에 관한 그의 열렬한 변호는 결국 그에게 "도망 노예들을 위한 검찰총장"이란 별명을 얻게하였다.

## 연방 상원과 오하이오주지사
체이스는 처음에 1840년 신시내티 시의회에서 지냈을 때 처음으로 정계 입문하였다. 그는 후에 노예제 폐지론자의 자유당을 이끌었고, 노예제의 확장이 서부 영토로 들어가는 것을 반대한 자유토지당을 형성하는 데 반노예제 민주당원과 휘그당원들을 합친 것에 주요 수단이었다. 체이스는 "Free Soil, Free Labor and Free Men" (자유의 토지, 자유의 노동 그리고 자유의 남자)이란 당의 유명한 좌우명을 지었다.
1849년 체이스는 후에 자신이 "무소속 민주당원"으로 자신을 분류했어도 자유토지당 공천 후보에 상원에서 의석을 이겼다. 의회에 지낸 동안 체이스는 새로운 도망노예법을 소개한 1850년 타협의 현저한 반대자였다. 그는 또한 캔자스와 네브래스카 영토들이 관행을 완전히 금행하는 대신 그들이 노예제를 허용할 것인가를 선택하는 데 허용한 1854년의 캔자스 네브래스카 법에 관한 자신의 비판에 목소리를 내기도 하였다.
상원을 떠난 후, 체이스는 새롭게 형성된 공화당과 정렬되었고, 1855년 공화당 공천 후보에 오하이오주지사로 선출되었다. 주지사로서 그는 주의 입법을 통하여 도망노예법을 반대하는 해결책을 안내하는 도움을 주었다.

## 재무장관

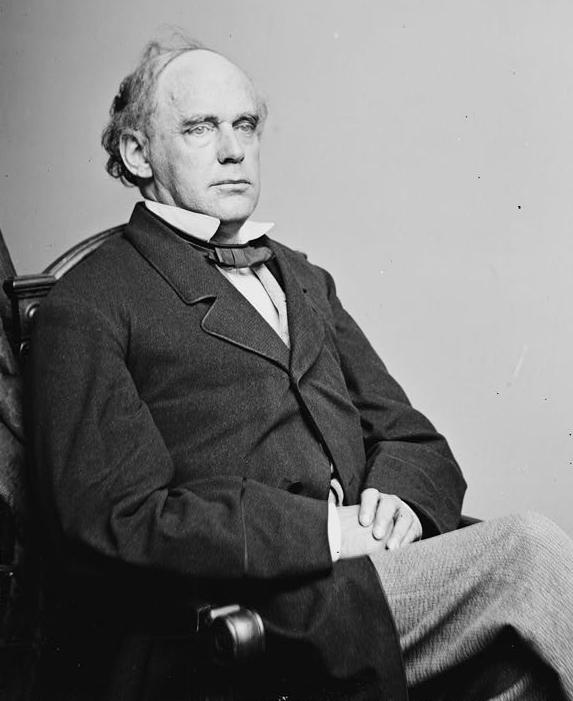
재무장관 시절의 체이스

1860년 체이스는 대통령을 위하여 출마하는 데 시도하였으나 에이브러햄 링컨에게 공화당 후보 지명을 패하였다. 동년에 그는 다시 상원으로 선출되었으나 링컨의 새 행정부에서 재무장관으로 임명되기 전 1861년 3월에 사임하였다.
남북 전쟁의 시작과 함께 체이스는 북군의 엄청난 전쟁 노력이 있는 동안 국가의 재정을 관리하는 데 책임이 되었다. 다른 조치들 중에 그는 사기업 은행가들로부터 5천만 달러의 대출을 받고, 새로운 세금을 제정하고, 국고 중개인들의 수를 늘이고 내국세청으로 알려진 것의 설립을 위한 추진에 도움을 주었다.
자신이 원칙의 개념과 동의하지 않았어도 1862년 체이스는 부채 상환으로서 지폐 돈을 방행하는 데 정부를 허용한 첫 법정 통화법을 통과시키는 도움을 주었다. 미국 정부는 달러 지폐
에 빠르게 1억 5천만 달러를 간행하였고, 체이스는 달러 증서에 나타난 자신의 모습을 본 후 유명해졌다. 은행 공동체가 새로운 통화를 받아들인 것을 보장하기 위해 체이스는 1863년 2월 법률로 투표된 국립은행법을 생각해 냈다. 체이스의 가장 좋은 성취들 중의 하나로 숙고된 이 조치는 국립은행과 단 하나의 통화를 창조하여 연방 정부가 전쟁 노력에 자금을 조달하는 도움을 주는 데 채권에 수백만 달러를 발행할 수 있도록 하였다.
남북 전쟁으로 제시된 막대한 자금 부족으로 체이스가 교묘히 반응했던 동안 링컨 대통령과 그의 관계는 종종 긴장했다. 체이스는 자신을 우수한 지도자로 믿었고 링컨에게 1860년 대통령 후보 지명을 패한 것에 원망하고 있었다. 재무장관으로서 자신의 재직 동안 체이스는 정치적 임명들에 대통령의 손을 강요하기 위해 3번이나 자신의 사임과 함께 링컨을 위협하였다. 1864년 6월 체이스가 4번째로 자신의 사임을 제공했을 때 링컨은 받아들이는 데 선택하였다. 자신의 허세가 불려진 체이스는 마지못해 같은 달에 재무장관으로서 물러났다.

## 대법원

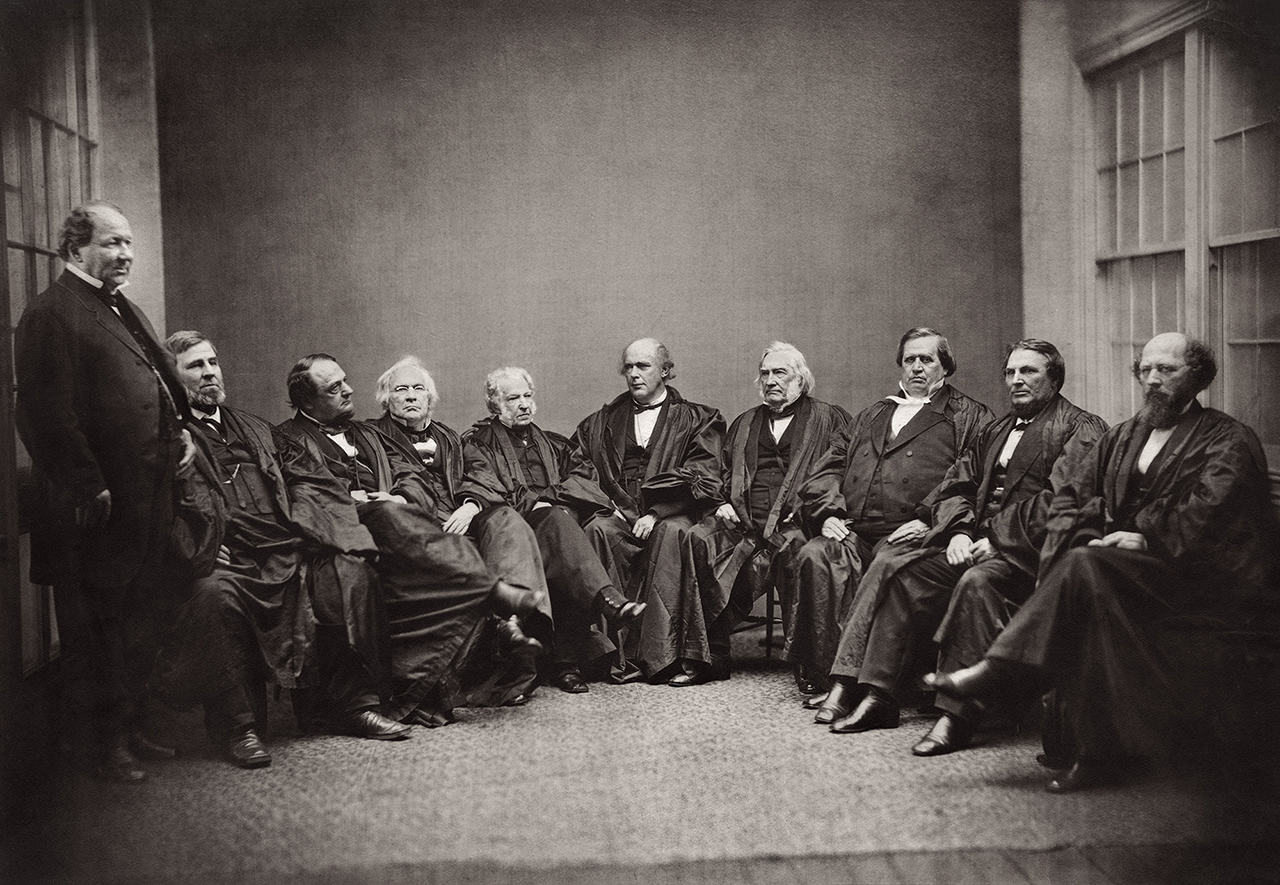
1868년 체이스 대법원 (중앙이 체이스)

자신들의 개인적 차이들에 불구하고 링컨은 체이스의 실력을 학자와 변호사로 인정하였다. 미국 연방 대법원장 로저 토니의 사망에 이어 그는 1864년 11월 미국 대법원의 연방 대법원장으로 지내는 데 체이스를 임명하였다. 체이스는 자신의 사망까지 대법원에 지내려고 하여 남부의 재건 시대의 많은 가장 중요한 법률 문제들을 주재하였다. 체이스는 1868년 앤드루 존슨 대통령의 탄핵 재판의 자신의 평등한 감독으로 유명했고, 미시시피 대 존슨 사건에서 대통령이 남부에서 재건 조치들을 집행하는 데 자신의 권리들 안에 있었다는 것을 판결하였다. 체이스는 또한 대법원에서 논쟁하는 데 존 록이 첫 흑인 검사가 된 것을 보는 데 수단이기도 하였다.
체이스는 후에 대법원이 탈퇴가 불법적이고 합중국이 파괴되지 않은 것이라고 판결을 내린 것에 텍사스 대 화이트 사건을 포함한 몇몇의 다른 현저한 사건들을 주재하였다. 헵번 대 그리스월드 사건에서 체이스는 재무장관으로서 자신의 재직 동안 얄궂게도 제정된 법정 통화법들이 사실 비헌법적이었다고 판결을 내렸다.

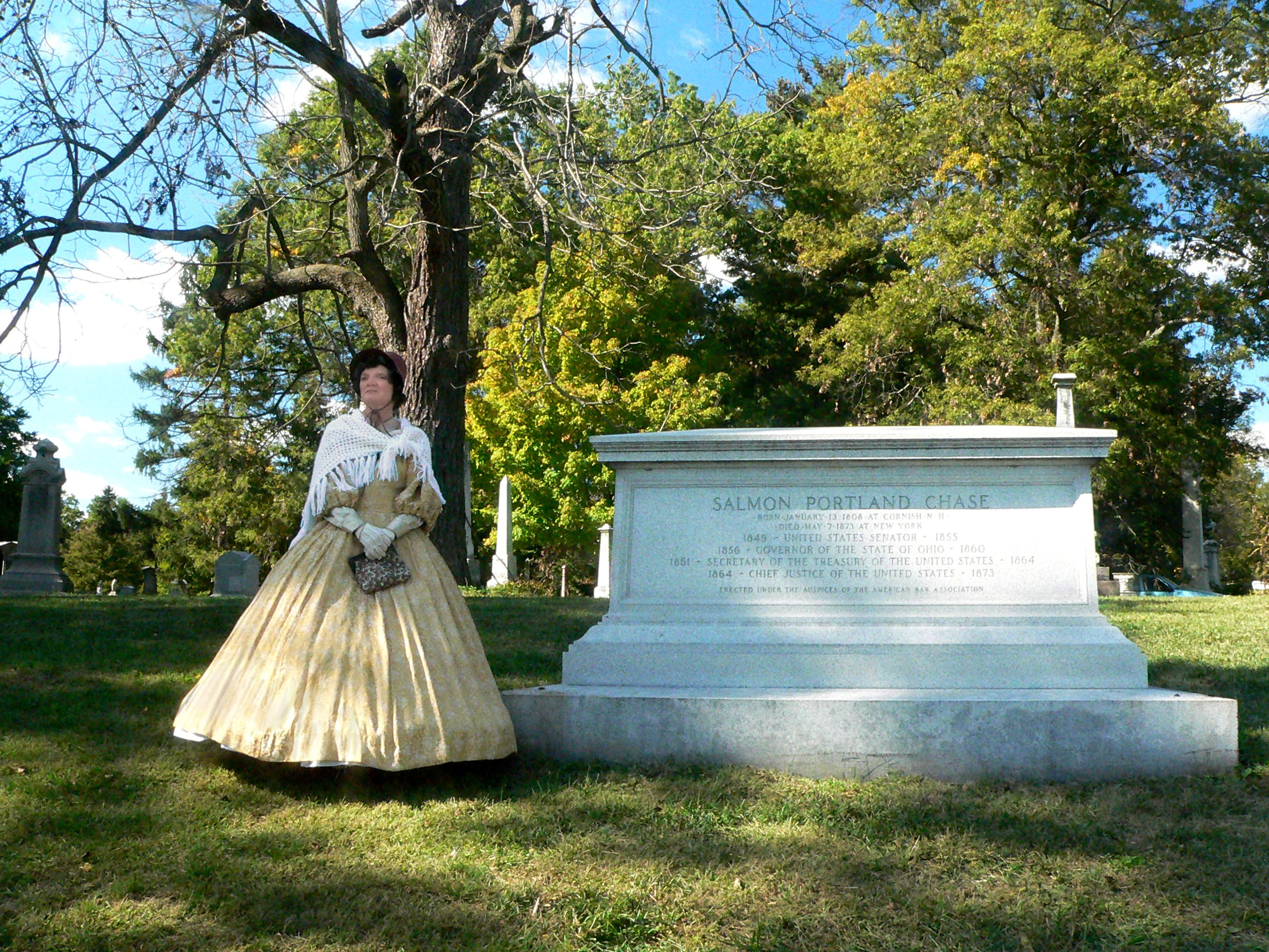
오하이오주 신시내티 스프링그로브 묘지에 있는 체이스의 묘비

## 이후의 생애
미국 대법원에서 자신의 시간 동안 체이스는 대통령직에서 또다른 출마를 이루는 것과 자주 유회에 빠졌다. 그는 민주당 후보 지명을 이기는 데 1868년 시도에서 비성공적이었고, 또한 1872년 자유공화당 후보로서 출마하는 입찰에서 실패하기도 하였다.
1873년 5월 7일 체이스는 뉴욕에서 65세의 나이로 사망하였다. 그는 처음에 워싱턴 D. C.에 있는 오크힐 묘지에 안치되었다가 신시내티에 있는 스프링그로브 묘지에 재안치되었다.
1877년 체이스 국립 은행은 그의 영예에 이름을 땄다.

## 같이 보기
- 미국의 연방 대법원장
- 남북 전쟁의 원인

## 역대 선거 결과
| 선거명      | 직책명                        | 대수 | 정당       | 득표율  | 득표수    | 결과 | 당락                     |
| ----------- | ----------------------------- | ---- | ---------- | ------- | --------- | ---- | ------------------------ |
| 1846년 선거 | 하원의원 (오하이오 제1선거구) | 30대 | 자유당     | 4.23%   | 552표     | 4위  | 낙선                     |
| 1848년 선거 | 상원의원 (오하이오 제3부)     | 31대 | 자유토지당 | 100.00% | 1표       | 1위  | 오하이오주 상원의원 당선 |
| 1854년 선거 | 상원의원 (오하이오 제3부)     | 34대 | 공화당     | 0%      | 0표       | 2위  | 낙선                     |
| 1855년 선거 | 오하이오 주지사               | 23대 | 공화당     | 48.59%  | 146,770표 | 1위  | 오하이오 주지사 당선     |
| 1857년 선거 | 오하이오 주지사               | 23대 | 공화당     | 48.67%  | 160,568표 | 1위  | 오하이오 주지사 당선     |
| 1860년 선거 | 상원의원 (오하이오 제3부)     | 37대 | 공화당     | 100.00% | 1표       | 1위  | 오하이오주 상원의원 당선 |